# Climate Impulse
Climate Impulse ist ein internationales Luftfahrtprojekt des Schweizers Bertrand Piccard. Mit einem speziell dafür gebauten Wasserstoffflugzeug möchte er zusammen mit dem  französischen Ingenieur und ehemaligen Hochseesegler Raphaël Dinelli im Jahr 2028 eine Erdumrundung ohne Zwischenlandung und ohne Betankung schaffen.

## Geschichte
Climate Impulse entsteht als Weiterführung früherer Projekte wie Solar Impulse, das 2016 eine Weltumrundung mit einem solarbetriebenen Flugzeug erreichte. Ziel ist es, den Beweis zu erbringen, dass emissionsfreies Fliegen mit heutigen Technologien möglich ist und als realistische Alternative für die Zukunft der Luftfahrt dienen kann. 
Die Projektphase Preliminary Design Review schloss im Dezember 2024 ab.

## Konstruktion
Das geplante Flugzeug ist ein zweisitziges Doppelrumpfflugzeug mit langgestreckten Tragflächen und zwei T-Leitwerken. Es wird von zwei Elektromotoren angetrieben, die durch Brennstoffzellen gespeist werden. Als Energiequelle dient flüssiger Wasserstoff, der in speziell entwickelten Kryotanks bei −253 °C gespeichert wird.

## Technische Daten
| Kenngröße            | Daten                                       |
| -------------------- | ------------------------------------------- |
| Besatzung            | 2                                           |
| Spannweite           | 34 m                                        |
| max. Startmasse      | 5,5 t                                       |
| Reisegeschwindigkeit | 180 km/h                                    |
| Reichweite           | 40.000 km                                   |
| Triebwerk            | 2 Elektromotoren mit je 270 PS (ca. 200 kW) |